# Římskokatolická farnost Chcebuz
Římskokatolická farnost Chcebuz (lat. Zebusium) je církevní správní jednotka sdružující římské katolíky na území vesnice Chcebuz a v jejím okolí. Organizačně spadá do litoměřického vikariátu, který je jedním z 10 vikariátů litoměřické diecéze. Centrem farnosti je kostel svatého Petra a Pavla na Chcebuzi.

## Historie farnosti
První zmínka o farní lokalitě pochází z roku 993. Jedná se o zřejmě historicky doloženou nejstarší farnost litoměřické diecéze. V roce 1384 zde byla plebánie, která zanikla za husitských válek. Po reformaci Chcebuz připadla k farnosti Štětí. Vlastní farností se opět stala v roce 1690. Od roku 1690 jsou také vedeny matriky.

### Duchovní správcové vedoucí farnost
Začátek působnosti jmenovaného v duchovní správě farnosti od roku:
- 1391 Joann.
- 1393 Hermannus
- 1419 Georgius OSB
- 1656 Hendric. Kunze
- 1690 Christpoh. Piller
- Christoph. Černý
- 1708 Aug. Červenka
- 1722 Wenc. Sieber
- 1726 Jac. Parsch
- 1740 Ioann. Heinrich
- 1764 Franc. Werner, † 1787
- 1789 Rupert. Hesse, n. 8. 9. 1745 Benešov, o. 21. 9. 1769, † 10. 11. 1828
- 1830 Franc. Wodcedalek, n. 31. 10. 1786 Altdorfens., o. 7. 8. 1813, † 20. 6. 1860
- 1861 Anton. Zajíček, n. 27. 4. 1825 Skrchleb., o. 4. 7. 1848, † 9. 4. 1874
- 1875 Jos. Pietsch, n. 31. 1. 1824 Pavlovice, o. 4. 7. 1848, † 25. 2. 1895
- 1895 Anton. Kubath, n. 19. 11. 1846 Úštěk, o. 25. 7. 1871, † 28. 7. 1941
- 1913 Petrus Prinz, n. 10. 6. 1865 Köln (D), o. 25. 8. 1895
- 1921 Jos. Melichar, n. 29. 12. 1881 Teinitz (Mor.), o. 22. 7. 1906
- 1939 par. vacat admin. Gualt. Führich
- 1. 7. 1939 Alphons. Ramisch
- 1. 8. 1947 Jaroslav Červinka
- 1. 10. 1962 Antonín Pospíšil
- 28. 2. 1963 Jaroslav Novosad
- 1. 6. 1963 Antonín Pospíšil
- 1. 10. 1963 František Kocman
- 1. 8. 1970 Ferdinand Plhal SDB
- 1992–2010 Miroslav Šantin, admin. in materialibus
- 2. 8. 2010 Anselm Pavel Kříž O.Praem., admin. exc. ze Štětí[3]

Kromě kněží stojících v čele farnosti, působili ve farnosti v průběhu její historie i jiní kněží. Většinou pracovali jako farní vikáři, kaplani, katecheté, výpomocní duchovní aj.

## Území farnosti
Do farnosti náleží území těchto obcí:
- Chcebuz (Zebus[p 2])
- Brocno (Brotzen[p 2])
- Křešov (Krzeschow[p 2])
- Radouň (Radaun[p 2])
- Snědovice (Schnedowitz[p 2])
- Újezd (Aujezd[p 2])
- Veselí (Fröhlichsdorf[p 2])

## Římskokatolické sakrální stavby na území farnosti
| | Fotografie | Stavba                                  | Místo     | Bohoslužby                      | Zeměpisné souřadnice             | Status          | Číslo kulturní památky           |
| Kostel | Kostel     | Kostel                                  | Kostel    | Kostel                          | Kostel                           | Kostel          | Kostel                           |
| --- | ---------- | --------------------------------------- | --------- | ------------------------------- | -------------------------------- | --------------- | -------------------------------- |
| 1. |            | Kostel sv. Petra a Pavla                | Chcebuz   | bližší informace o bohoslužbách | 50°29′1″ s. š., 14°25′28″ v. d.  | farní kostel    | 43517/5-2048 (Pk•MIS•Sez•Obr•WD) |
| Kaple |            |                                         |           |                                 |                                  |                 |                                  |
| 2. |            | Kaple                                   | Chcebuz   | bližší informace o bohoslužbách | 50°29′11″ s. š., 14°25′31″ v. d. | hřbitovní kaple | —                                |
| 3. |            | Kaple sv. Prokopa                       | Brocno    | bližší informace o bohoslužbách | 50°28′35″ s. š., 14°26′36″ v. d. | obecní kaple    | —                                |
| 4. |            | Kaple sv. Floriána                      | Radouň    | bližší informace o bohoslužbách | 50°28′47″ s. š., 14°23′47″ v. d. | obecní kaple    | 43092/5-2247 (Pk•MIS•Sez•Obr•WD) |
| 5. |            | Kaple Neposkvrněného početí Panny Marie | Snědovice | bližší informace o bohoslužbách | 50°30′13″ s. š., 14°23′17″ v. d. | obecní kaple    | —                                |
| Některé drobné sakrální stavby a pamětihodnosti lze dohledat zde v databázi Drobné sakrální památky Zaniklé sakrální stavby lze dohledat zde v databázi Poškozené a zničené kostely, kaple a synagogy v České republice |            |                                         |           |                                 |                                  |                 |                                  |

Ve farnosti se mohou nacházet i další drobné sakrální stavby, místa římskokatolického kultu a pamětihodnosti, které neobsahuje tato tabulka.

## Příslušnost k farnímu obvodu
Z důvodu efektivity duchovní správy byl vytvořen farní obvod (kolatura) farnosti Štětí nad Labem, jehož součástí je i farnost Chcebuz, která je tak spravována excurrendo.

## Galerie

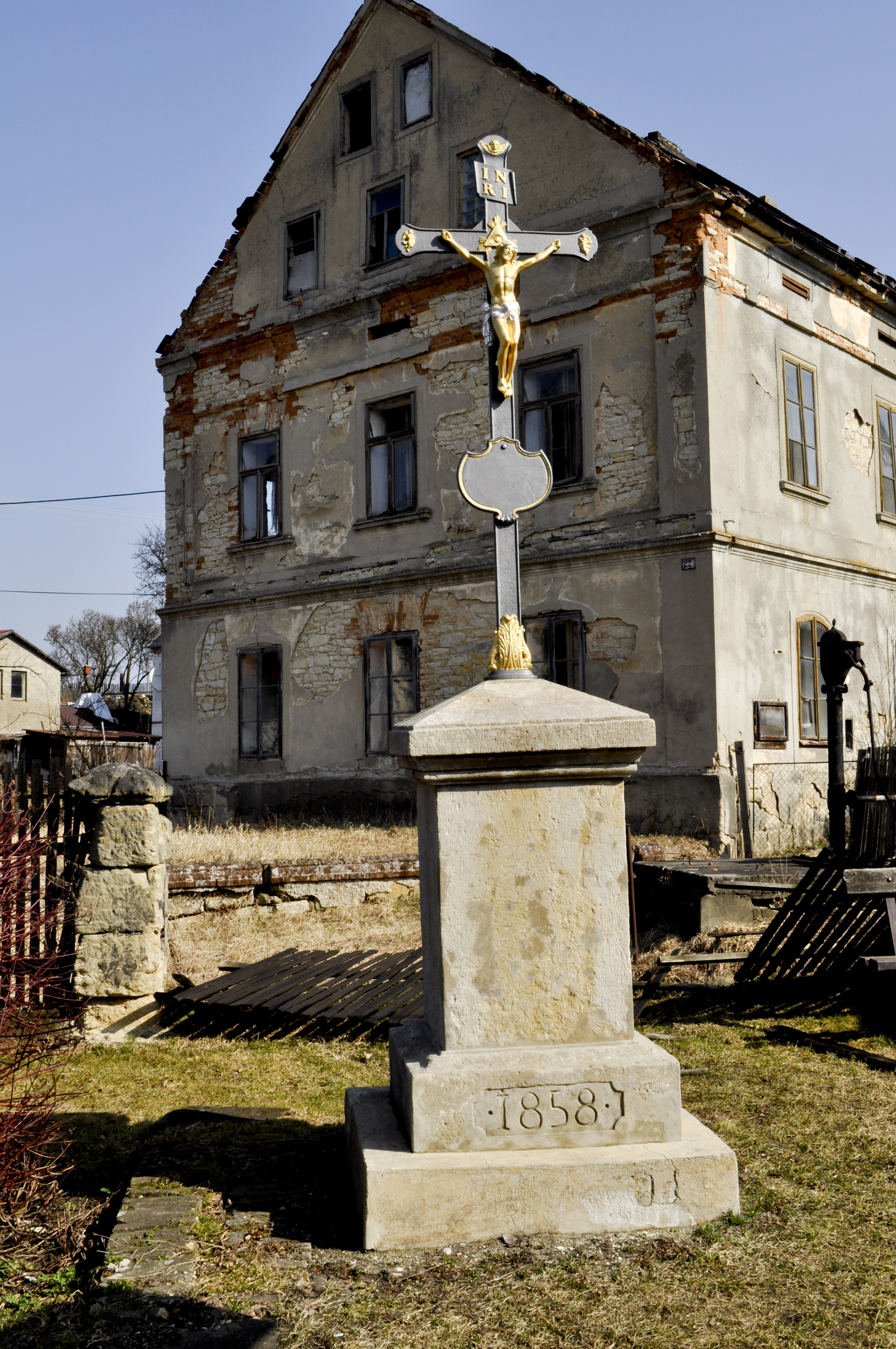
Křížek v Chcebuzi
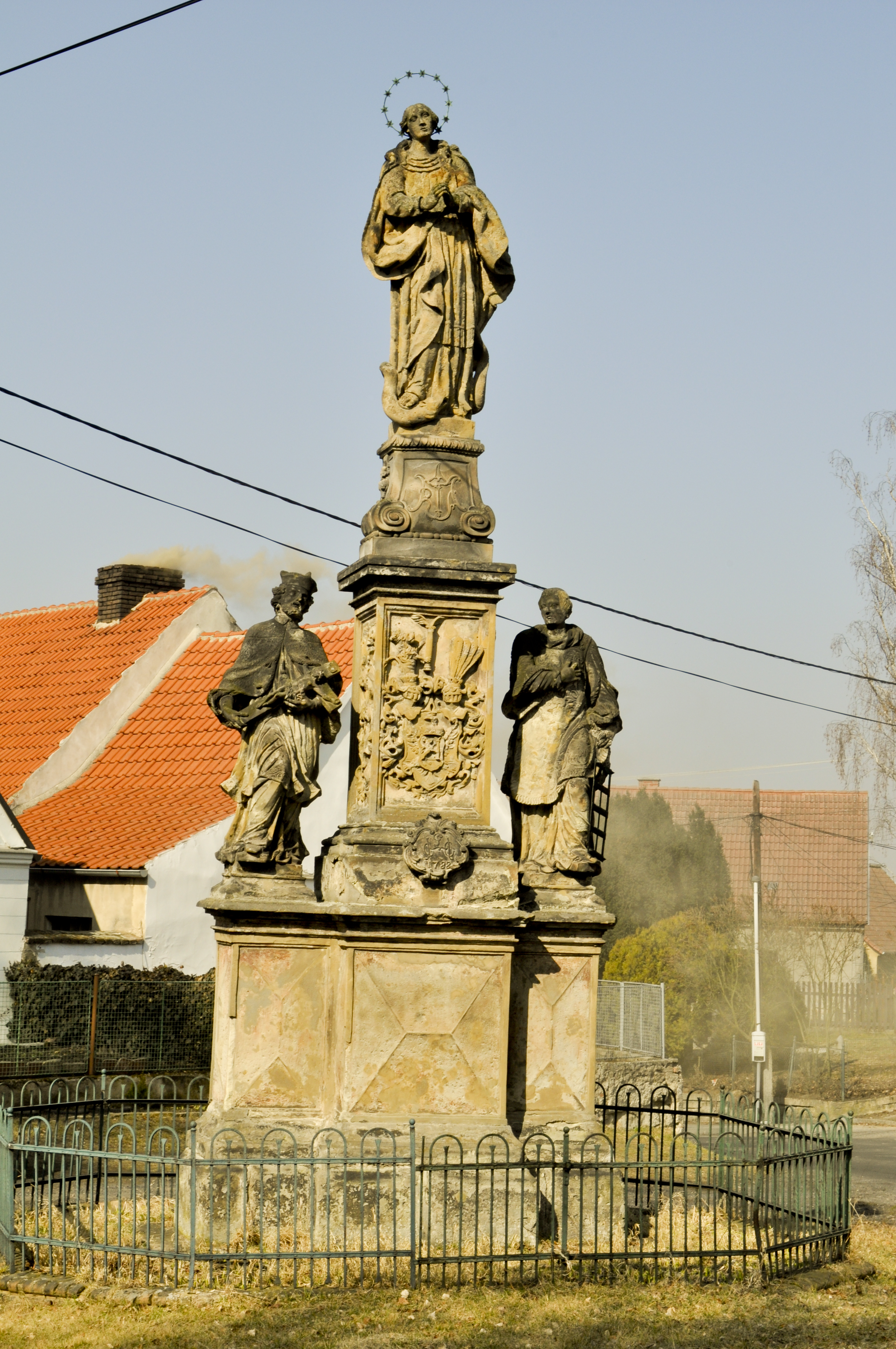
Sousoší Panny Marie se sv. Václavem a Vavřincem v Chcebuzi
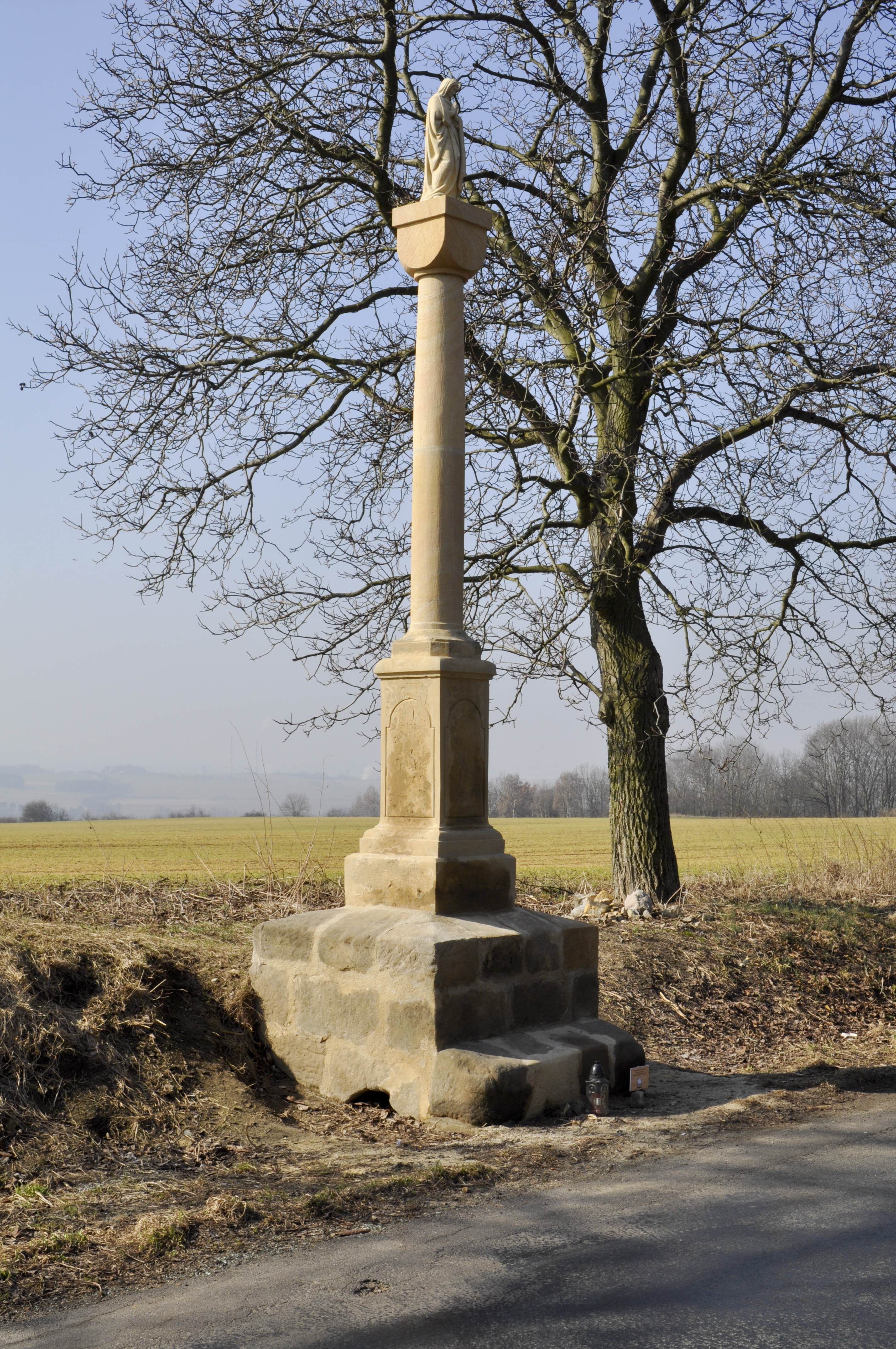
Mariánský sloup u Brocna na silnici do Chcebuze
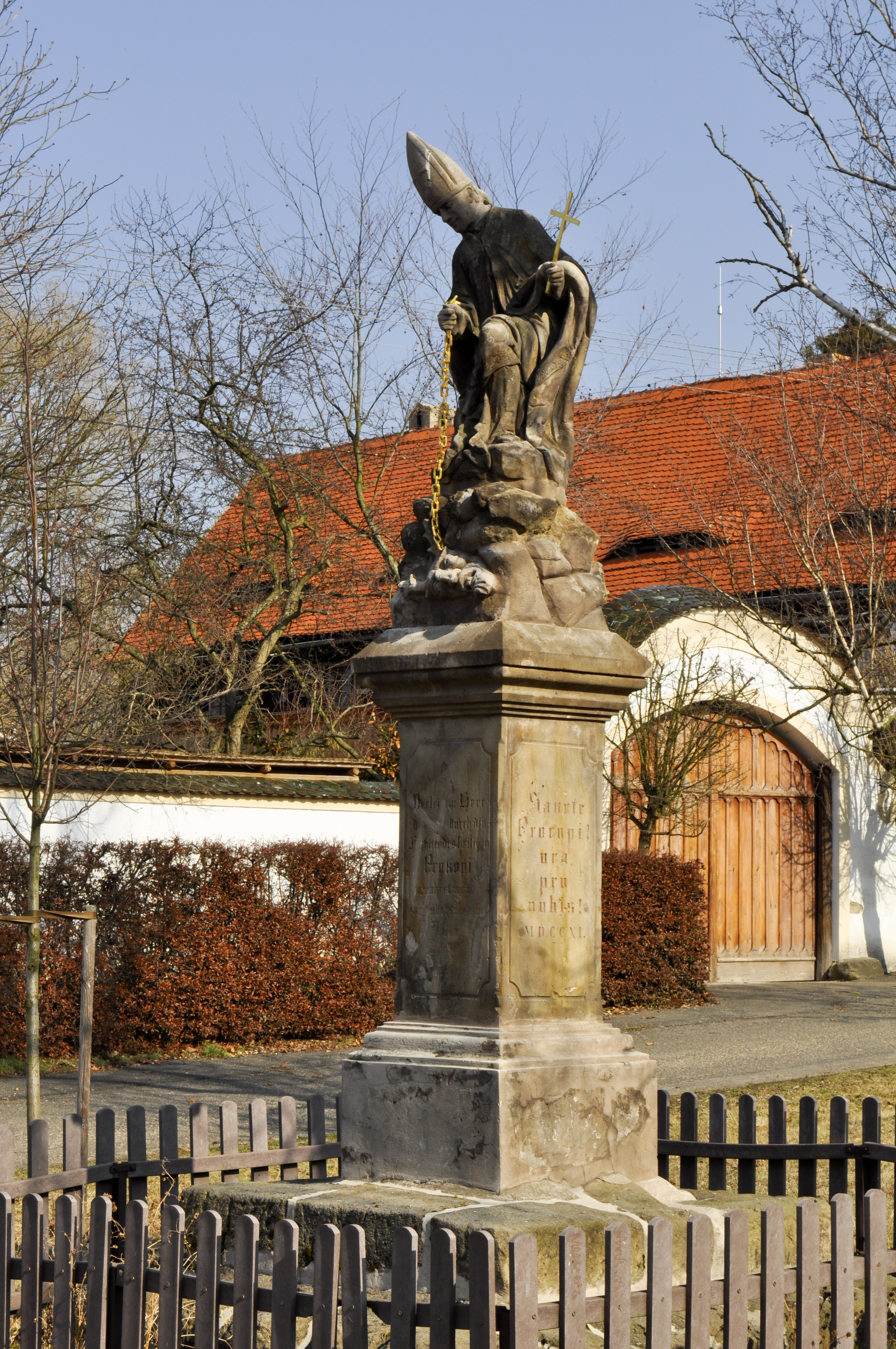
Socha sv. Prokopa v Brocnu
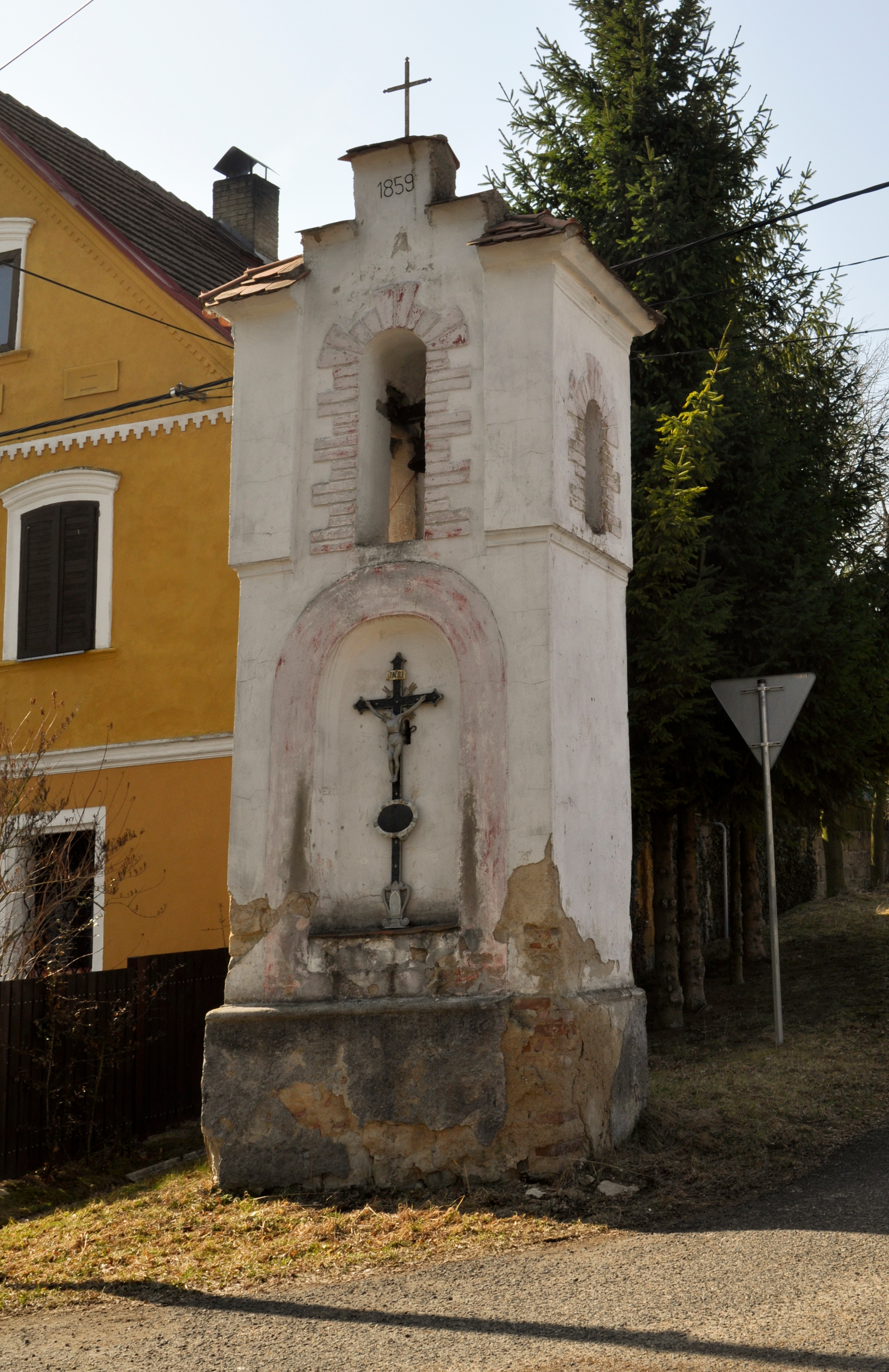
Pilířová kaplička v Újezdu u Chcebuzi
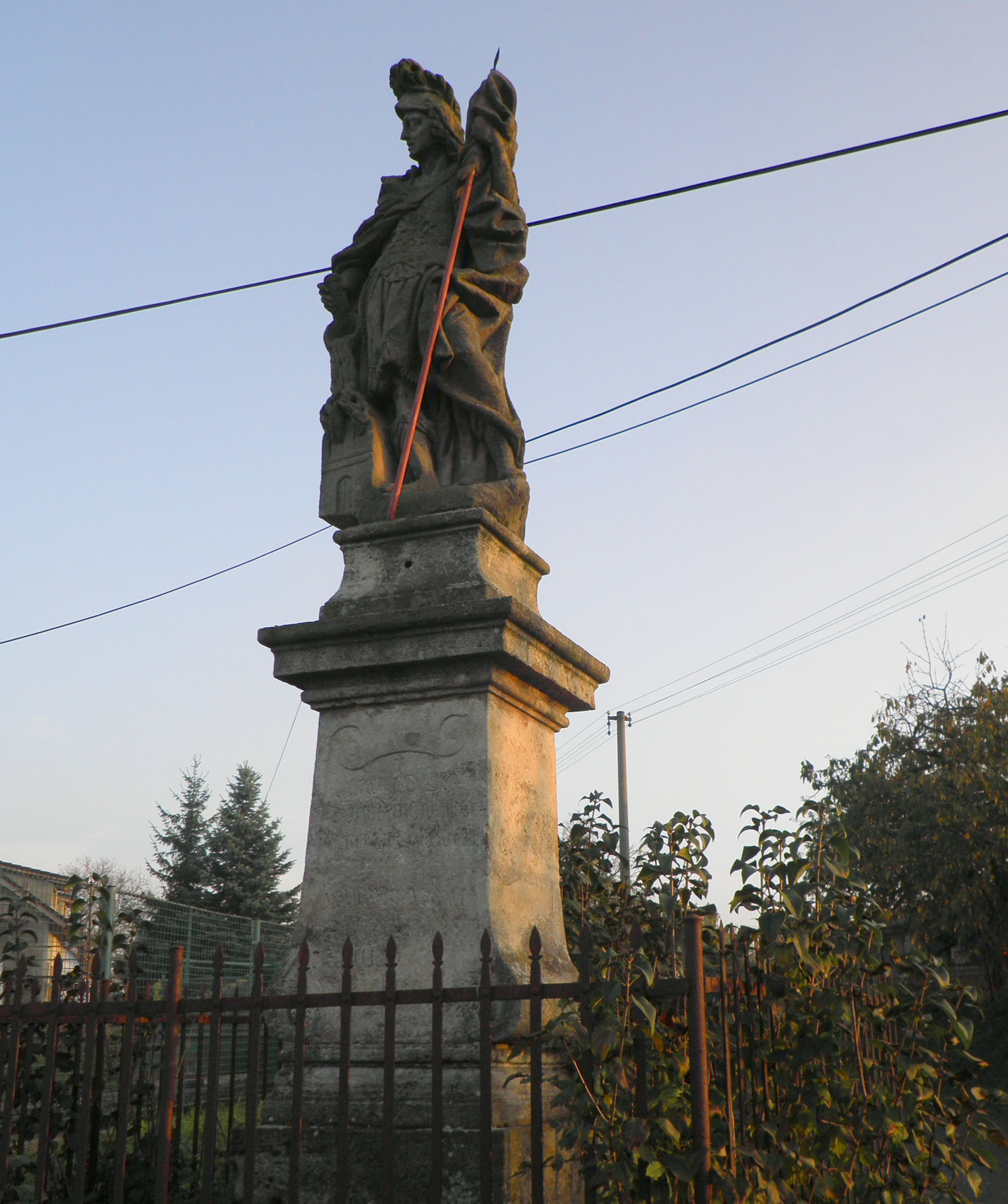
Socha sv. Floriána, Radouň
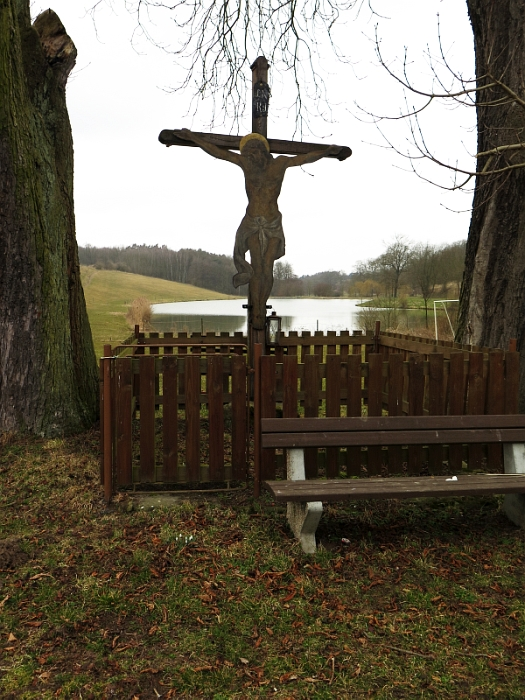
Kříž v Mošnicích